# ناحية باتيل

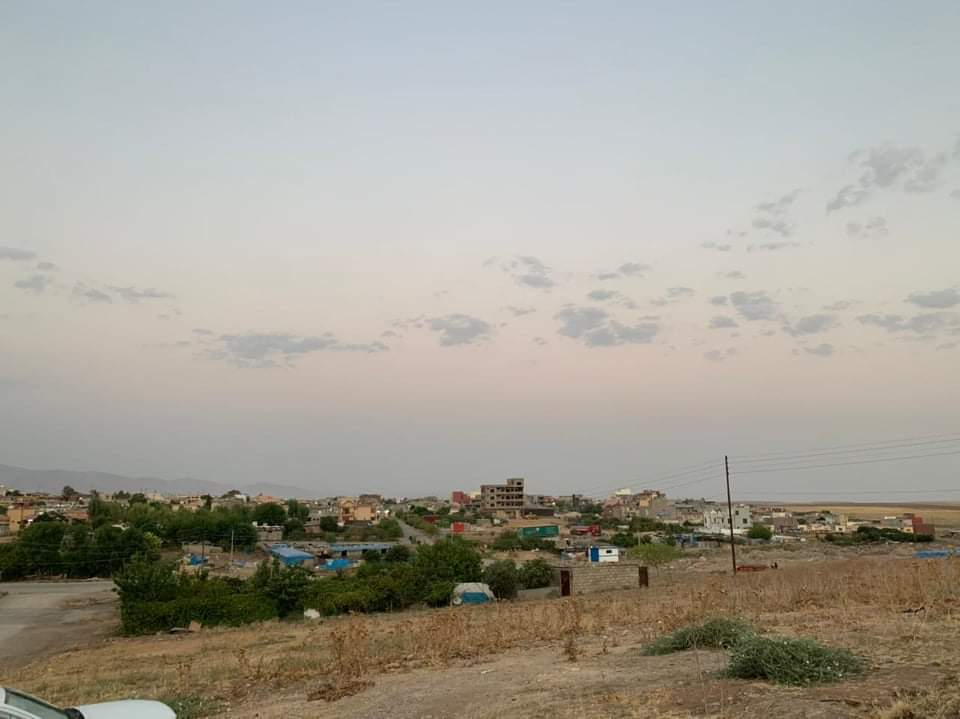
صورة لمدينة باتيل في محافظة دهوك، عام 2021.

ناحية باتيل أو بايتلي وهي إحدى النواحي التابعة لقضاء سميل في محافظة دهوك في كردستان العراق والتي تبلغ من المساحة 811 كم مربع ويرتبط بها أكثر من 71 قرية